# Zwaar verliefd!
Zwaar verliefd! is een Nederlandse speelfilm uit 2018. Barbara Sloesen en Jim Bakkum vertolken de hoofdrollen. De film is gebaseerd op het gelijknamige boek van Chantal van Gastel. Ruim een week na de première werd de status Gouden Film behaald.
In juni 2021 kwam een vervolg op de film uit onder de naam Zwaar verliefd! 2.

## Verhaal
De in 's-Hertogenbosch woonachtige dierenarts Isa is vrijgezel. Haar vriendinnen proberen haar tevergeefs aan een relatie te helpen. Ze ontmoet tijdens een nachtdienst de meubelmaker Ruben die langskomt met zijn hond Bo die ziek is geworden door het eten van chocolade. Na diverse verwikkelingen vinden Ruben en de onzekere Isa elkaar in de liefde.

## Rolverdeling
| Acteur             | Personage |
| ------------------ | --------- |
| Barbara Sloesen    | Isa       |
| Jim Bakkum         | Ruben     |
| Abbey Hoes         | Tamara    |
| Jamie Grant        | Daphne    |
| Liza Sips          | Floor     |
| Kay Greidanus      | Stijn     |
| Davy Eduard King   | Bram      |
| Sarah Chronis      | Marleen   |
| Pim Wessels        | Robin     |
| Christopher Parren | Mas       |